# Pryteria borussica
Pryteria borussica är en fjärilsart som beskrevs av Adalbert Seitz 1921. Pryteria borussica ingår i släktet Pryteria och familjen björnspinnare. Inga underarter finns listade i Catalogue of Life.